# Euphorbia ledebourii
Euphorbia ledebourii är en törelväxtart som beskrevs av Pierre Edmond Boissier. Euphorbia ledebourii ingår i släktet törlar, och familjen törelväxter. Inga underarter finns listade i Catalogue of Life.